# أحمد مهساس
أحمد مهساس أو أحمد محساس والمعروف أيضا بــ علي مهساس (17 نوفمبر 1923 بودواو - بومرداس، 24 فبراير 2013 الجزائر العاصمة
) سياسي جزائري ومناضل سابق من أجل استقلال الجزائر عن الاستعمار الفرنسي. شارك في تأسيس جبهة التحرير الوطني (FLN). شغل منصب وزير الفلاحة والإصلاح الفلاحي ما بين 1963 و1966 وكان من بين أعضاء مجلس الثورة الذي أسس بعد الانقلاب على حكم أحمد بن بلة سنة 1965.

## السيرة
سنة 1940 انضم لحزب الشعب الجزائري في بلكور. كما كان من بين المؤسسين لفرع جبهة التحرير في فرنسا. عمل بعد ذلك كمنسق سياسي-عسكري في منطقة الشرق الجزائري ثم أصبح عضوا في المجلس الوطني للثورة الجزائرية. كان أيضا من بين أعضاء المجلس السياسي للجبهة وأمينا لها.
بعد الاستقلال عين كوزير للفلاحة والإصلاح الفلاحي في عهد أحمد بن بلة. وبعد الانقلاب على بن بلة انضم إلى مجلس الثورة ولكن سرعانما اختلف مع النظام الجديد لينتقل إلى منفى اختياري في فرنسا سنة 1966. ظل هناك حتى سنة 1981 تاريخ عودته للجزائر بعد عامين من وفاة هواري بومدين.
توفي في 24 فبراير 2013 في مستشفى عين نعجة العسكري في الجزائر العاصمة.

## وصلات خارجية
- أحمد مهساس على موقع أرشيف الشارخ.
- مسيرة مناضل[وصلة مكسورة] - من الموقع الشخصي لأحمد مهساس.